# Kathedrale von Leiria

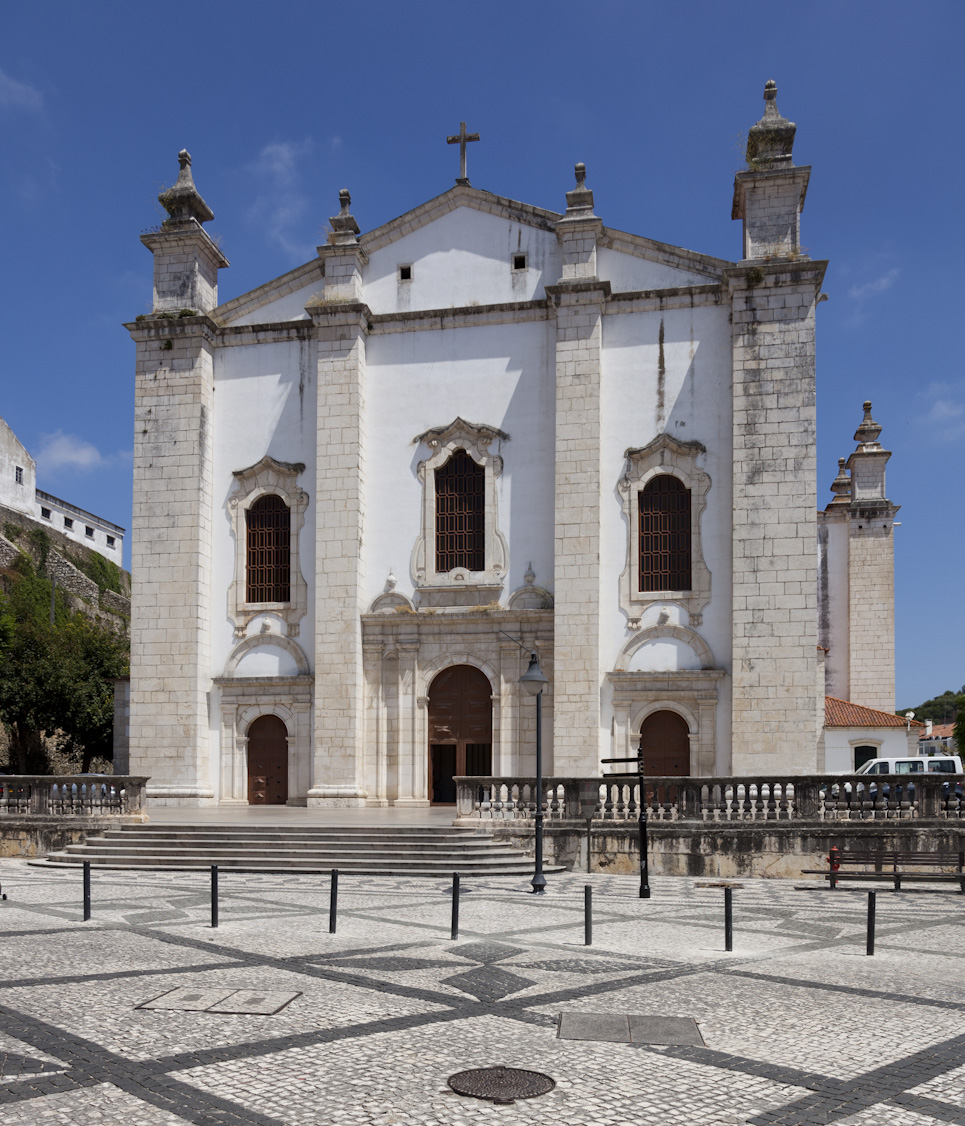
Kathedrale von Leiria

Die Mariä Empfängnis geweihte Kathedrale von Leiria (portugiesisch Sé Catedral de Nossa Senhora da Conceição) ist der Bischofssitz des römisch-katholischen Bistums Leiria-Fátima in der Stadt Leiria im Westen Portugals.

## Lage
Die Kathedrale liegt zu Füßen des Burgbergs der auf dem Weg zwischen Lissabon und Coimbra gelegenen Stadt Leiria in einer Höhe von ca. 40 m. Der Wallfahrtsort Fátima befindet sich etwa 30 km südöstlich.

## Geschichte

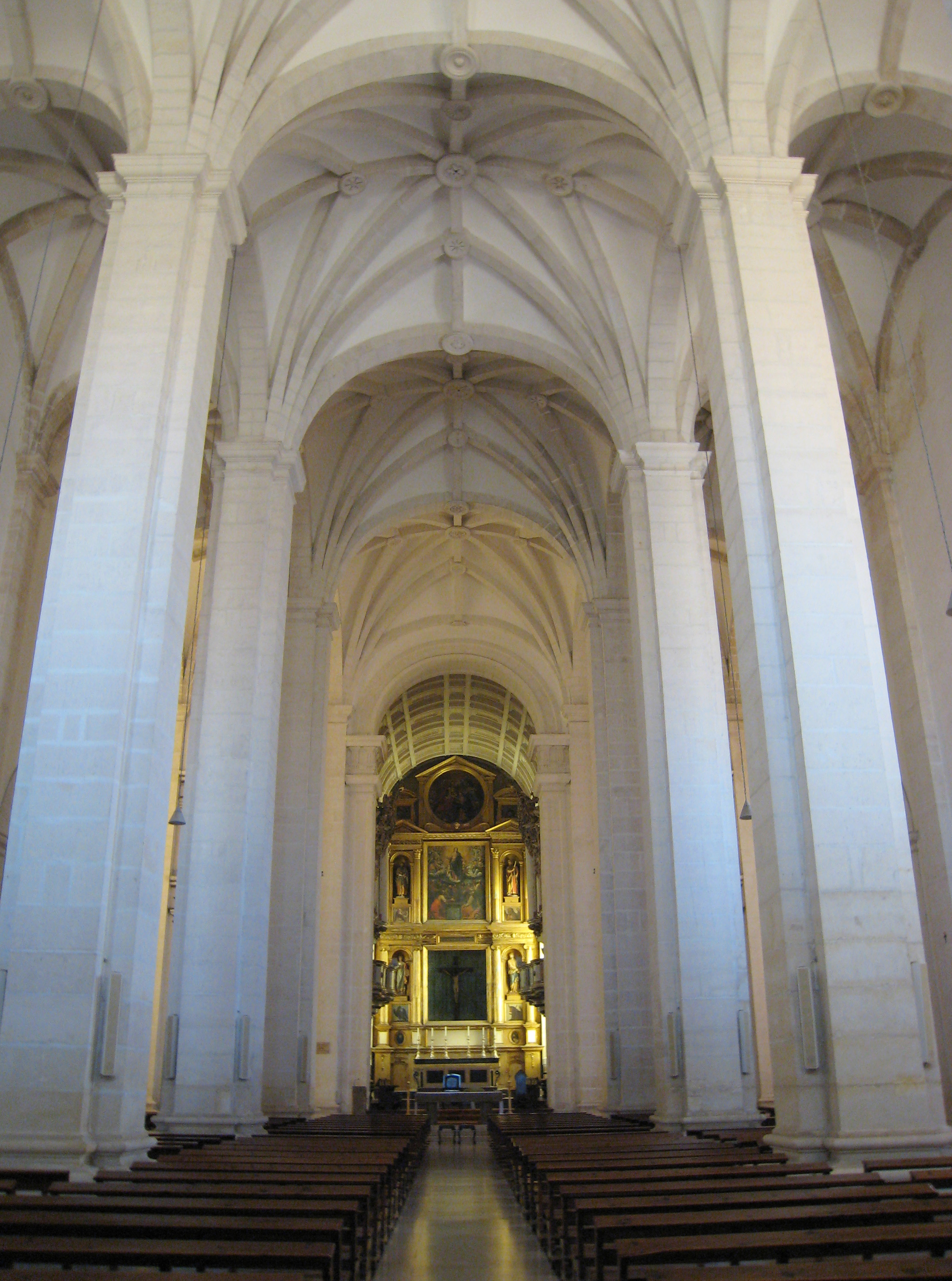
Inneres der Kirche

Nachdem die Stadt im Jahr 1545 von Papst Paul III. zum Sitz eines Bischofs bestimmt worden war, beauftragte man im Jahr 1550 den Militärarchitekten Afonso Álvares, dem wahrscheinlich auch die Kathedrale von Portalegre zuzuschreiben ist, mit dem Neubau einer Kathedrale. Durch spätere Umbauten leicht verändert, wurde sie beim Erdbeben von Lissabon (1755) stärker in Mitleidenschaft gezogen. Obwohl die Kirche im Jahr 1774 geweiht wurde, war sie beim Tod des Architekten (1775 oder 1780) noch unvollendet. Im Zuge der Napoleonischen Kriege auf der Iberischen Halbinsel zerstörten marodierende Soldaten im Jahr 1811 die gesamte Innenausstattung.

## Architektur
Die durch vier steinsichtige Strebepfeiler in drei Segmente unterteilte dreiportalige, aber turmlose Renaissancefassade zeigt Fenster mit leichten Barockanklängen; die Wandflächen sind verputzt und weiß getüncht. Die Eckpfeiler – auch die der Südseite – haben kleine kubische Aufsätze mit Vasen als oberem Abschluss. Im dreischiffigen und mit einem Querschiff versehenen Langhaus der Hallenkirche dominieren hochaufragende Pfeiler, die Joche werden von halbkuppelartigen Sterngewölben (Domikalgewölben) mit durchgezogenen Mittelrippen überspannt. Im Jahr 1772 entstand der Glockenturm (torre sineira) seitlich hinter dem Chor.

## Ausstattung
Zur Ausstattung der Kirche gehört ein mit Schnitzfiguren und Gemälden bestücktes Altarretabel in der Mittelapsis (capela-mor). In der linken Seitenapsis steht ein weiteres Retabel.
Im Chorraum hängen sich an jeder Seitenwand zwei historische Orgeln gegenüber. Die Pfeifenfelder sind jedoch mit Tuch verhangen. In der rechten Seitenapsis steht ein moderneres Instrument (Heintz 1997).

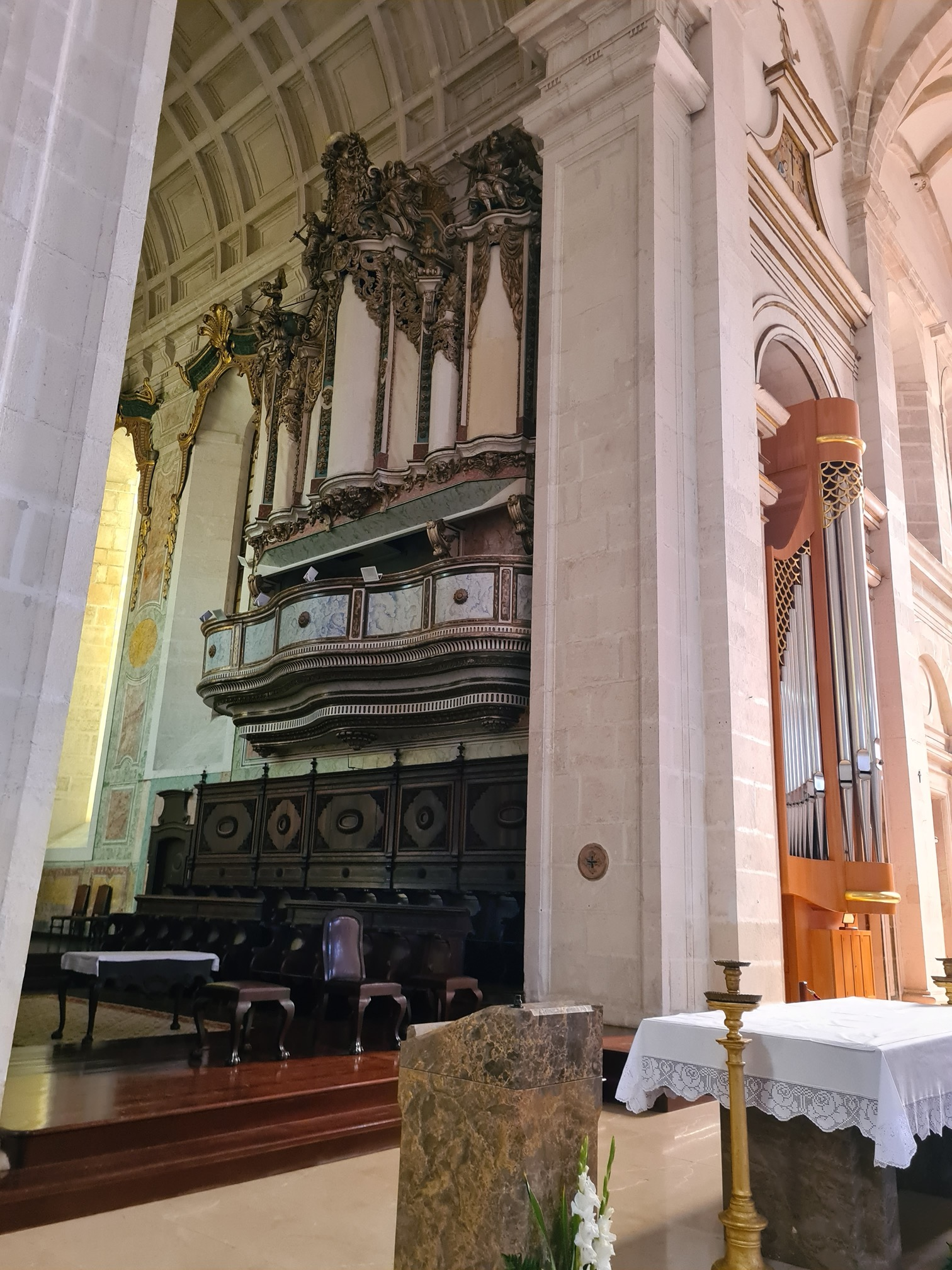
Leiria Doppelinstrumente stillgelegt

## Kreuzgang
Hinter der Kirche befindet sich – von Gebäuden umschlossen – eine Art Kreuzgang (claustro) für das Gebet und die Andacht der Chorherren.